# Trombocitopenia gestacional
Trombocitopenia gestacional (incidental) é uma condição que afeta comumente mulheres grávidas. A trombocitopenia é definida como a queda na contagem de plaquetas do intervalo normal de 150.000–400.000/μL para uma contagem inferior a 150.000/μL. Ainda há pesquisas em andamento para determinar o motivo da redução na contagem de plaquetas em mulheres com uma gravidez normal. Alguns pesquisadores especulam que a causa possa estar relacionada à diluição, à diminuição da produção de plaquetas ou a um aumento na sua destruição. Embora mulheres com gravidez normal apresentem baixa contagem de plaquetas, aquelas que experimentam uma queda contínua serão diagnosticadas com trombocitopenia, e as que tiverem níveis acima de 70.000/μL serão diagnosticadas com trombocitopenia gestacional.
A trombocitopenia afeta aproximadamente 7–10% das gestantes e, desse grupo, cerca de 70–80% têm trombocitopenia gestacional.
A trombocitopenia gestacional é um distúrbio semelhante à púrpura trombocitopênica imune (PTI) e é difícil diferenciá-las. Por isso, realiza-se uma anamnese, já que não há teste diagnóstico específico.

## Sinais e sintomas
Embora não haja sintomas alarmantes associados à trombocitopenia gestacional, uma pessoa com trombocitopenia pode apresentar os seguintes sinais e sintomas:
- Epistaxe (sangramento nasal)
- Sangramento gengival
- Sangue na urina ou nas fezes
- Fácil formação de hematomas
- Esplenomegalia
- Icterícia
- Sangramento contínuo devido a cortes
- Manchas semelhantes a erupções (petéquias), principalmente nas pernas

## Causas
É evidente que há uma diminuição na contagem de plaquetas durante a gravidez; no entanto, a causa é desconhecida. Pesquisadores teorizam que isso ocorra devido à menor produção de plaquetas e/ou maior destruição das mesmas.

## Mecanismo
De modo geral, há uma redução na contagem de plaquetas em gestantes, por diversos motivos. As duas principais causas são a diminuição da produção na medula óssea e o aumento na destruição das plaquetas. As plaquetas, assim como outros componentes do sangue, são produzidas no tecido esponjoso dentro dos ossos, chamado medula óssea. A baixa contagem pode ser resultado da produção reduzida, causada por deficiência de vitamina B12, deficiência de ferro, anemia aplástica, infecções virais, quimioterapia, consumo de álcool, leucemia, síndrome mielodisplásica e cirrose. Durante a gestação, os produtos de excreção do feto difundem-se para a corrente sanguínea materna, fazendo com que o baço da mãe se torne hiperativo e aumentado. Normalmente, o baço filtra e remove produtos residuais; com o excesso dessas substâncias, o baço pode remover células sanguíneas muito rapidamente ou armazenar plaquetas. Em ambos os casos, o baço hiperativo reduz a quantidade de plaquetas circulantes.

## Diagnóstico
A trombocitopenia gestacional costuma se manifestar do meio do segundo trimestre ao terceiro trimestre e é diagnosticada por exclusão. Mulheres com histórico de púrpura trombocitopênica imune ou trombocitopenia antes da gestação não recebem esse diagnóstico.
Pacientes com contagem inferior a 70.000/μL são mais difíceis de diagnosticar, pois o quadro pode indicar trombocitopenia gestacional ou púrpura trombocitopênica imune. Nesses casos, pode-se administrar tratamento para púrpura trombocitopênica imune (corticosteroides ou imunoglobulina intravenosa). Se houver melhora, o diagnóstico será de púrpura trombocitopênica imune; caso contrário, será de trombocitopenia gestacional grave.
Para investigar a causa subjacente, podem ser realizados:

### Exame de sangue
Durante consultas pré-natais, o médico pode solicitar hemograma completo para verificar a composição do sangue e o nível de plaquetas.

### Ultrassonografia
O médico pode realizar ultrassonografia do baço para verificar se está aumentado.

### Aspiração ou biópsia de medula óssea
Podem ser solicitadas caso haja suspeita de produção insuficiente de plaquetas. Os dois procedimentos podem ser feitos simultaneamente.

## Prevenção
Não há informações conhecidas sobre prevenção dessa condição.[carece de fontes?] Tampouco se sabe quais grupos de mulheres têm maior probabilidade de apresentá-la.[carece de fontes?]

## Tratamento
Mulheres diagnosticadas com trombocitopenia gestacional terão seu hemograma monitorado em cada consulta pré-natal. O diagnóstico não altera a condução da gravidez. Não há risco para mãe ou feto. O diagnóstico é feito por exclusão. Mulheres com histórico prévio de púrpura trombocitopênica imune ou trombocitopenia não recebem esse diagnóstico.
Níveis abaixo de 70.000/μL podem indicar forma grave ou púrpura trombocitopênica imune. Se o tratamento para púrpura trombocitopênica imune não melhorar a contagem, o diagnóstico será de trombocitopenia gestacional grave. Esta pode aumentar o risco de complicações com uso de anestesia peridural ou geral no parto.

## Prognóstico
Na ausência de histórico prévio, exceto em gestações anteriores, os níveis retornam ao normal entre 1 e 2 meses após o parto. Entre 1 e 3 meses depois do parto, recomenda-se novo hemograma. A condição pode ocorrer novamente em futuras gestações.

## História
Não há histórico estabelecido sobre essa condição.